# Samir Kassir
Samir Kassir (سمير قصير), né le 5 mai 1960 à Beyrouth et mort le 2 juin 2005 dans un attentat à la voiture piégée, est un historien et journaliste politique franco-libanais.

## Jeunesse
Né le 5 mai 1960, d'un père d'origine palestinienne et d'une mère d'origine syrienne, Samir Kassir grandit dans le quartier d'Achrafieh de l'est de Beyrouth. Comme tant d'autres compatriotes, il part pour Paris pour y poursuivre ses études universitaires à l'université Paris 1 Panthéon-Sorbonne, d'où il obtient en 1984 un diplôme d'études approfondies en philosophie politique et par la suite à l'université Paris-Sorbonne, d'où il obtient en 1990 un doctorat en histoire avec une thèse intitulée: "Étude comparée de l'évolution interne et des facteurs externes de la guerre au Liban (1975-1982)", sous la direction de Dominique Chevallier.
Il rejoindra le département d'études politiques de l'Université Saint-Joseph de Beyrouth en tant que chargé de cours.

## Carrière de journaliste
De retour à Beyrouth, il entame une carrière au sein de plusieurs journaux et périodiques, dont An Nahar, principal quotidien libanais, L'Orient-Le Jour, quotidien beyrouthin francophone et Al Hayat, journal panarabe basé à Londres.
À partir de 1981, il collabore au Le Monde diplomatique dont il dirige l'édition en langue arabe jusqu'à son interdiction en 1999. Il collabore à Al-Yawm al-Sabî (« Le Septième Jour »), organe officieux de l'OLP, et à la Revue des études palestiniennes. En 1995, il fonde L'Orient-Express, magazine avant-gardiste auquel L'Orient-Le Jour apporte un soutien réticent et dont le numéro 0 s'ouvre par un texte de Jean Genet. L'Orient-Express est voulu par Samir Kassir comme un « anti-Prestige» : ce titre de presse people ivoirien lancé par Guillaume Vergès avait alors un grand succès dans l'espace francophone, atteignant 50 000 exemplaires. L'Orient-Express bénéficie du soutien initial de Bernard Poulet, rédacteur en chef de L'Événement du Jeudi, alors chargé de mission par l'ambassade de France au Liban. L'équipe comprend quelques journalistes expérimentés comme Paul Achcar, ancien correspondant de Libération au Brésil, qui convainc Samir Kassir de la nécessité de publier en français pour toucher un public plus large que « les bourgeoises d'Achrafieh » (quartier maronite de Beyrouth), ou l'architecte Jad Tabet, aussi bien que des jeunes enseignants comme Joseph Bahout, Rasha Salti (en), directeur d'une galerie d'art, qui conçoit les couvertures, Carmen Abou Jaoudé, Chantal Rayes et Fawwaz Traboulsi (de), souvent venus de la mouvance communiste et pro-palestinienne. Ce magazine introduit une impertinence, une liberté de ton et une modernité inédites dans la presse libanaise et s'amuse à bousculer l'hypocrisie d'une reconstruction « fondée sur l'amnésie ». Ce mensuel novateur et impertinent déclenche l'ire de l'establishment libanais comme étranger ainsi que le retrait progressif des régies publicitaires devant la baisse des ventes et cesse de paraître en 1998.
À partir du milieu des années 1990, Kassir devient particulièrement connu pour son éditorial hebdomadaire dans An Nahar qui paraît chaque vendredi. Il est parmi les premiers à déclarer ouvertement son opposition à l'hégémonie du régime syrien sur le Liban à travers ses éditoriaux et ses débats publics. De plus, à la différence des nationalistes libanais, il lance un grand débat au sujet de la démocratie et de la liberté, non seulement au Liban, mais également en Syrie et dans le reste du monde arabe. Néanmoins, ses positions ne font pas de lui un nationaliste. Appartenant à une école de pensée internationaliste de gauche, il s'oppose au nationalisme chauvin, aux dictatures et à la répression. Il souhaite un Liban indépendant, libre et souverain qui maintienne la démocratie et la laïcité.
Samir Kassir s'oppose au gouvernement de Rafiq Hariri auquel il reproche sa dérive néolibérale et dénonce l’émergence d'une oligarchie financière qui compromet selon lui l'avenir du Liban. Sensible à la cause palestinienne, il se montre sceptique sur les accords d'Oslo qui lui semblaient abandonner l'essentiel des revendications palestiniennes dont le droit au retour des réfugiés. Enfin, il déplore la montée de l’islamisme, « l'un des signes du malheur arabe », et rappelle l’instrumentalisation qu'en ont fait les États-Unis au Proche-Orient.
Il travaille également pour TV5 et fait quelques apparitions dans l'émission hebdomadaire Kiosque.

## Révolution du Cèdre
Kassir a été un des stratèges de la Révolution du Cèdre qui a été plus connue au Liban sous le nom de « l'Intifada de l'Indépendance », un nom que lui avait choisi dans ses articles pour marquer le caractère local de ce mouvement qui revendique une arabité moderne dans son style de manifestation, et pour faire écho à l'oppression en Palestine. À l'apogée de la Révolution du Cèdre de 2005, lorsque le sentiment anti-syrien atteint son plus haut niveau, engendrant dans certains cas des réactions violentes à l'encontre des travailleurs syriens, Kassir se fait le défenseur des droits de ces ouvriers et réitère à maintes reprises que l'opposition à la dictature syrienne ne devait en aucun cas être confondue avec la relation entre les deux peuples.
Néanmoins, il est fermement convaincu que le printemps de Beyrouth conduit inéluctablement vers une vague de démocratie à Damas qui balayerait le gouvernement syrien au pouvoir depuis 1970. Toutefois, ses écrits au sujet de la nécessité de rétablir la démocratie en Syrie passent au second plan derrière son souci de débarrasser le Liban de l'emprise syrienne par le démantèlement des services de renseignement qui avaient miné l'établissement de la démocratie dans les deux pays.
Il salue par ailleurs le soutien des États-Unis à la démocratie dans le monde arabe, à condition qu'ils renoncent à leur « vieille et simpliste compréhension » de la démocratie arabe. De plus il s'oppose ouvertement à l'administration Bush et critique son soutien inconditionnel à Israël.
Toutefois, il ne prend jamais de positions dogmatiques contre l'ingérence étrangère dans les affaires du Liban et celles du monde arabe. Tandis que bon nombre de Libanais expriment leur opposition totale ou partielle à la résolution 1559 du Conseil de sécurité des Nations unies qui exige que la Syrie retire ses troupes du Liban et que soient congédiées les milices armées opérant toujours sur le sol libanais, il reste ferme dans son soutien à la résolution qui est conforme, selon lui, aux résolutions précédentes des Nations unies ainsi qu'à celles de la Ligue arabe et à l'accord de Taëf.
Sur les questions intérieures, Kassir n'épargne aucun dirigeant. Il trouve ainsi inacceptable que Michel Aoun essaye de monopoliser ce que lui-même percevait comme le résultat d'un processus auquel ont contribué les Libanais dans leur ensemble.

## Homme politique
Kassir est membre du Mouvement de la gauche démocratique dont il est un cofondateur. Ce groupement fondé à Beyrouth en novembre 2004, est selon lui une nécessité et lui et ses cofondateurs insistent sur le fait que leur expérience n'est pas une prolongation de celle du Parti communiste libanais mais plutôt une initiative nouvelle. Il se rend compte que la gauche au Liban a survécu à deux expériences amères : l'échec au sein du Mouvement national qui s'achève après 1990 par une marginalisation complète par les Syriens, et la chute de l'Union soviétique qui affecte la gauche dans son ensemble. Il croit cependant, que malgré ces épreuves, le Liban continue à offrir des opportunités favorables à l'action des partis politiques.

## Assassinat
Le 2 juin 2005, au volant de sa voiture, garée devant l'immeuble où il habite à Achrafieh, quartier résidentiel de Beyrouth, une charge explosive, installée sous son siège, explose lorsqu'il branche le contact et le tue sur le coup. Jean-Pierre Perrin attribue sa mort aux services secrets syriens.
Son assassinat s'inscrit dans la série d'attentats contre de personnalités politiques libanaises telles que Rafiq Hariri et George Hawi. Il porte à 28 le nombre de journalistes victimes jusqu'ici d'attentats depuis la pendaison par les Ottomans, en 1918, de plusieurs journalistes et activistes libanais et syriens ayant œuvré pour l'indépendance du monde arabe.
Sa mort provoque une profonde indignation et une vaste condamnation au Liban et de par le monde. Tandis que ses amis et partisans, à Beyrouth, Washington et Paris, manifestent, bougies à la main, pour lui rendre hommage, le Conseil de sécurité se réunit, selon une démarche inhabituelle, pour condamner cet assassinat.

## Héritage
À 45 ans, il laisse derrière lui son épouse Giselle al-Khouri, également journaliste, et ses deux filles Mayssa et Liana.
Ses camarades et ses amis ont juré de maintenir sa mémoire vivante et de poursuivre le chemin qu'il a emprunté pour instaurer la démocratie, la laïcité et l'égalité sociale au Liban et dans le monde arabe.
Il était un exemple parfait du bi-culturalisme libanais, maniant aussi bien la plume en arabe qu'en français, ardent défenseur de la cause palestinienne et d'une véritable démocratie.
Il est le coauteur de Itinéraire de Paris à Jérusalem avec Farouk Mardam-Bey, qui est publié en 1992. Il publie La Guerre du Liban (1994), L'Histoire de Beyrouth (2003) et deux livres en arabe La Démocratie syrienne et l'indépendance du Liban (2004) ainsi que Militaire contre qui ? (2004). Il est également l'auteur de Considération sur le malheur arabe et était en train de terminer Beyrouth, le printemps inachevé.